# غرب إفريقيا الألماني

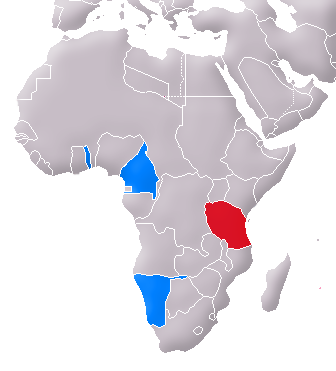

غرب أفريقيا الألماني (Deutsch-Westafrika) هي التسمية المستخدمة للتعبير عن المحميات الاستعمارية الألمانية في غرب أفريقيا بين عامي 1884 و1919. يستخدم المصطلح عادة على أراضي الكاميرون وتوجو ونادرًا ما يستخدم للإشارة إلى جنوب غرب أفريقيا الألمانية أيضًا.[بحاجة لمصدر] استمر غرب أفريقيا الألماني رسميًا فقط لبضع سنوات كوحدة إدارية. إلا أنه ظل مستخدمًا لفترة أطول في التجارة في الاصطلاح غير الرسمي.
يمكن أن يوجد وصف غرب أفريقيا الألماني لبعض الأسماء الأخرى مثل:
- شركة غرب أفريقيا الألماني Deutsch-Westafrikanische Handelsgesellschaft ، التي تأسست في عام 1896.[1]
- بنك غرب أفريقيا الألماني Deutsch-Westafrikanische Bank، التي تأسس في عام 1904.[2]

## الأراضي
وتألف غرب أفريقيا الألماني بين عامي 1884 و1919 من المناطق التالية (باستثناء جنوب غرب أفريقيا الألمانية):
| الأراضي                        | الفترة      | المساحة (حوالي) | تعداد السكان (حوالي) | البلدان الحالية                                           |
| ------------------------------ | ----------- | --------------- | -------------------- | --------------------------------------------------------- |
| Altkamerun (بدون شمال شرق)     | 1884-1919   | 488,000 كم2     | 2,588,000            | الكاميرون · نيجيريا                                       |
| خليج أمباس/فيكتوريا            | 1887-1919   | ?               | 12,000               | الكاميرون                                                 |
| منقار البطة                    | 1894-1911   | من 12 ، 000 كم2 | ?                    | الكاميرون · تشاد                                          |
| كابيتاي وكوبا                  | 1884-1885   | 2,310 كم2       | 35,000               | غينيا                                                     |
| ماينلاند                       | 1885        | ?               | 10,000               | نيجيريا                                                   |
| نيوكاميرون (الكونعو الألمانية) | 1911-1919   | 295,000 كم2     | 2,000,000            | الغابون · جمهورية الكونغو · تشاد · جمهورية إفريقيا الوسطى |
| منطقة سالاجا (الشرق)           | 1899-1919   | ?               | ?                    | غانا                                                      |
| توغو                           | 1884-1919   | 87,200 كم2      | 1,000,000            | غانا · توغو                                               |
| المجموع                        | 879,510 كم2 | 5,645,000       |                      |                                                           |